# Orchis bispurium
Orchis bispurium là một loài thực vật có hoa trong họ Lan. Loài này được (G.Keller) H.Kretzschmar, Eccarius & H.Dietr. mô tả khoa học đầu tiên năm 2007.